# Муди, Уильям Генри
Уильям Генри Муди (англ. William Henry Moody; 23 декабря 1853, Ньюбери, Массачусетс, США — 2 июля 1917, Хейверилл, Массачусетс, США) — американский государственный деятель, Генеральный прокурор США (1904—1906).

## Биография
Родился в семье Генри Лорда Муди, который управлял несколькими фермами в Массачусетсе.
В 1872 году окончил Академию Филлипса, затем поступил в Гарвардскую школу права, где его сокурсником был будущий президент США Теодор Рузвельт. Однако через месяца он прервал обучение и продолжил его у известного адвоката Ричарда Генри Дана (на тот момент это было возможной формой получения образования) и в 1876 году Гарвардский университет присвоил ему степень бакалавра права. В 1878 году он получил адвокатскую лицензию и некоторое время работал по специальности, в 1888 году был назначен прокурором города Хаверхилл.
В 1890 году он становится окружным прокурором в Восточном Массачусетсе. Получил широкую известность в качестве заместителя прокурора по известному Лиззи Борден (1893). Приобрел репутацию очень компетентного прокурора.
Начал свою политическую карьеру в ноябре 1895 года с выборов в Палату представителей Соединенных Штатов, оставался конгрессменом до 1902 года, входил в состав комитета по ассигнованиям. В 1889 году его кандидатура рассматривалась в качестве возможной для назначения на пост спикера.
При президенте Теодоре Рузвельте с 1902 по 1904 год занимал пост министра военно-морских сил США. На этом посту занимался практической реализацией инициативы президента Рузвельта о расширении флота, включая увеличение числа кораблей, а также обеспечения роста численности персонала за счет совершенствования усилий по набору моряков из неприбрежных штатов. Провел переговоры с правительством Кубы о первоначальной аренде, которая позволила построить и получить в собственность военно-морскую базу в заливе Гуантанамо.
В 1904—1906 годах — Генеральный прокурор США. На этом посту он активно поддерживал разделение крупных корпораций (трастов) под руководством президента путем переговоров с «хорошими» компаниями (US Steel) и обвинений в «плохих» трастах, таких как Standard Oil.
В 1906—1910 годах — член Верховного суда США. Участвовал в вынесении 67 решений и выразил пять особых мненияй. Его самое известное особое мнение касалось решения Верховного суда об ответственности работодателей (Employers Liability Cases) (1908). Он считал, что он считал, что полномочия Конгресса регулировать торговлю между штатами подразумевали и право регулировать отношения работодателя с работниками. С 1909 года по состоянию здоровья не мог продолжать работу в суде, после того как Конгресс США издал специальный «Закон Муди», по которому он мог рассчитывать на получение пенсии, он подал в отставку.
В 1904 году он получил почетную степень доктора юридических наук Университета Тафтса и Амхерстского колледжа. После его смерти некоторые из его официальных документов были переданы на хранение профессору Феликсу Франкфуртеру, а затем — Гарвардской юридической школе. Сейчас они находятся в собрании работ Франкфуртера в отделе рукописей Библиотеки Конгресса США.
Его именем был назван эсминец USS Moody (DD-277).
В 2018 году в фильме «Лиззи», созданном на основе событий вокруг дела Лиззи Борден, его образ создал актер телевидения и кино Джей Хугули.